# Rayne (Essex)
Rayne – wieś i civil parish w Anglii, w hrabstwie Essex, w dystrykcie Braintree. Leży 16 km na północ od miasta Chelmsford i 61 km na północny wschód od Londynu. Miejscowość liczy 2162 mieszkańców.